# Резван Марін
Резван Марін (рум. Răzvan Marin; нар. 23 травня 1996, Бухарест) — румунський футболіст, півзахисник італійського «Кальярі» і національної збірної Румунії.

## Клубна кар'єра
У дорослому футболі дебютував 2013 року виступами за команду клубу «Віїторул», в якій провів чотири сезони, взявши участь у 65 матчах чемпіонату.
На початку 2017 року за 2,4 мільйона євро перейшов до бельгійського «Стандарда» (Льєж). Відіграв за команду з Льєжа два з половиною сезони, взявши за цей час участь у понад ста іграх різних турнірів.
Влітку 2019 року перейшов до амстердамського «Аякса», який сплатив за трансфер румуна 12,5 мільйона євро. За сезон 2019/20 взяв участь лише в 17 іграх нідерландської команди і 31 серпня 2020 року для набуття ігрової практики був відданий в оренду до італійського «Кальярі».
1 липня 2021 року «Кальярі» викупив контракт гравця за 10 мільйонів євро, а за декілька днів Марін перейшов на умовах оренди до «Емполі».

## Виступи за збірні
У 2012 році дебютував у складі юнацької збірної Румунії, взяв участь у 7 іграх на юнацькому рівні, відзначившись одним забитим голом.
З 2015 року залучається до складу молодіжної збірної Румунії. На молодіжному рівні зіграв у 5 офіційних матчах.
У 2016 році дебютував в офіційних матчах у складі національної збірної Румунії у матчі відбору на ЧС-2018 проти збірної Вірменії, в якому відразу ж відзначився дебютним голом за національну команду.
| Дата       | Місто            | Господарі            | Результат | Гості                | Турнір                               | Голи | Примітки |
| ---------- | ---------------- | -------------------- | --------- | -------------------- | ------------------------------------ | ---- | -------- |
| 8-10-2016  | Єреван           | Вірменія             | 0 – 5     | Румунія              | Відбір до ЧС 2018                    | 1    |          |
| 11-10-2016 | Нур-Султан       | Казахстан            | 0 – 0     | Румунія              | Відбір до ЧС 2018                    | -    |          |
| 11-11-2016 | Бухарест         | Румунія              | 0 – 3     | Польща               | Відбір до ЧС 2018                    | -    |          |
| 15-11-2016 | Грозний          | Росія                | 1 – 0     | Румунія              | товариський матч                     | -    |          |
| 26-3-2017  | Клуж-Напока      | Румунія              | 0 – 0     | Данія                | Відбір до ЧС 2018                    | -    |          |
| 10-6-2017  | Варшава          | Польща               | 3 – 1     | Румунія              | Відбір до ЧС 2018                    | -    | 79'      |
| 13-6-2017  | Клуж-Напока      | Румунія              | 3 – 2     | Чилі                 | товариський матч                     | -    | 32' 46'  |
| 4-9-2017   | Подгориця        | Чорногорія           | 1 – 0     | Румунія              | Відбір до ЧС 2018                    | -    | 64'      |
| 5-10-2017  | Плоєшті          | Румунія              | 3 – 1     | Казахстан            | Відбір до ЧС 2018                    | -    |          |
| 24-3-2018  | Нетанья          | Ізраїль              | 1 – 2     | Румунія              | товариський матч                     | -    | 83'      |
| 27-3-2018  | Крайова          | Румунія              | 1 – 0     | Швеція               | товариський матч                     | -    | 70'      |
| 10-9-2018  | Белград          | Сербія               | 2 – 2     | Румунія              | Ліга націй УЄФА 2018-2019 - 1-й етап | -    |          |
| 11-10-2018 | Вільнюс          | Литва                | 1 – 2     | Румунія              | Ліга націй УЄФА 2018-2019 - 1-й етап | -    | 85'      |
| 14-10-2018 | Бухарест         | Румунія              | 0 – 0     | Сербія               | Ліга націй УЄФА 2018-2019 - 1-й етап | -    | 70'      |
| 23-3-2019  | Стокгольм        | Швеція               | 2 – 1     | Румунія              | Відбір до ЧЄ 2020                    | -    |          |
| 26-3-2019  | Бухарест         | Румунія              | 4 – 1     | Фарерські острови    | Відбір до ЧЄ 2020                    | -    |          |
| 10-6-2019  | Та-Калі          | Мальта               | 0 – 4     | Румунія              | Відбір до ЧЄ 2020                    | -    |          |
| 5-9-2019   | Бухарест         | Румунія              | 1 – 2     | Іспанія              | Відбір до ЧЄ 2020                    | -    | 31'      |
| 8-9-2019   | Плоєшті          | Румунія              | 1 – 0     | Мальта               | Відбір до ЧЄ 2020                    | -    | 59'      |
| 15-10-2019 | Бухарест         | Румунія              | 1 – 1     | Норвегія             | Відбір до ЧЄ 2020                    | -    |          |
| 18-11-2019 | Мадрид           | Іспанія              | 5 – 0     | Румунія              | Відбір до ЧЄ 2020                    | -    | 65'      |
| 11-10-2020 | Осло             | Норвегія             | 4 – 0     | Румунія              | Ліга націй УЄФА 2020-2021 - 1-й етап | -    |          |
| 14-10-2020 | Плоєшті          | Румунія              | 0 – 1     | Австрія              | Ліга націй УЄФА 2020-2021 - 1-й етап | -    |          |
| 11-11-2020 | Плоєшті          | Румунія              | 5 – 3     | Білорусь             | товариський матч                     | 1    | кап. 70' |
| 18-11-2020 | Белфаст          | Північна Ірландія    | 1 – 1     | Румунія              | Ліга націй УЄФА 2020-2021 - 1-й етап | -    |          |
| 25-3-2021  | Бухарест         | Румунія              | 3 – 2     | Північна Македонія   | Відбір до ЧС 2022                    | -    |          |
| 28-3-2021  | Бухарест         | Румунія              | 0 – 1     | Німеччина            | Відбір до ЧС 2022                    | -    |          |
| 31-3-2021  | Єреван           | Вірменія             | 3 – 2     | Румунія              | Відбір до ЧС 2022                    | -    |          |
| 2-6-2021   | Плоєшті          | Румунія              | 1 – 2     | Грузія               | товариський матч                     | -    | 77'      |
| 6-6-2021   | Мідлсбро         | Англія               | 1 – 0     | Румунія              | товариський матч                     | -    |          |
| 2-9-2021   | Рейк'явік        | Ісландія             | 0 – 2     | Румунія              | Відбір до ЧС 2022                    | -    | 76'      |
| 5-9-2021   | Бухарест         | Румунія              | 2 – 0     | Ліхтенштейн          | Відбір до ЧС 2022                    | -    |          |
| 8-9-2021   | Скоп'є           | Північна Македонія   | 0 – 0     | Румунія              | Відбір до ЧС 2022                    | -    | 63'      |
| 8-10-2021  | Гамбург          | Німеччина            | 2 – 1     | Румунія              | Відбір до ЧС 2022                    | -    |          |
| 11-10-2021 | Бухарест         | Румунія              | 1 – 0     | Вірменія             | Відбір до ЧС 2022                    | -    |          |
| 11-11-2021 | Бухарест         | Румунія              | 0 – 0     | Ісландія             | Відбір до ЧС 2022                    | -    |          |
| 25-3-2022  | Бухарест         | Румунія              | 0 – 1     | Греція               | товариський матч                     | -    |          |
| 4-6-2022   | Подгориця        | Чорногорія           | 2 – 0     | Румунія              | Ліга націй УЄФА 2022-2023 - 1-й етап | -    | 78'      |
| 7-6-2022   | Зениця           | Боснія і Герцеговина | 1 – 0     | Румунія              | Ліга націй УЄФА 2022-2023 - 1-й етап | -    | 74'      |
| 11-6-2022  | Бухарест         | Румунія              | 1 – 0     | Фінляндія            | Ліга націй УЄФА 2022-2023 - 1-й етап | -    | 68'      |
| 14-6-2022  | Бухарест         | Румунія              | 0 – 3     | Чорногорія           | Ліга націй УЄФА 2022-2023 - 1-й етап | -    | 22' 57'  |
| 23-9-2022  | Гельсінкі        | Фінляндія            | 1 – 1     | Румунія              | Ліга націй УЄФА 2022-2023 - 1-й етап | -    | 90+1'    |
| 26-9-2022  | Бухарест         | Румунія              | 4 – 1     | Боснія і Герцеговина | Ліга націй УЄФА 2022-2023 - 1-й етап | -    | 64'      |
| 17-11-2022 | Клуж-Напока      | Румунія              | 1 – 2     | Словенія             | товариський матч                     | -    | 84'      |
| 25-3-2023  | Андорра-ла-Велья | Андорра              | 0 – 2     | Румунія              | Відбір до ЧЄ 2024                    | -    | 23' 65'  |
| 28-3-2023  | Бухарест         | Румунія              | 2 – 1     | Білорусь             | Відбір до ЧЄ 2024                    | -    |          |
| Усього     |                  | Матчів               | 46        |                      | Голів                                | 2    |          |

## Титули і досягнення
- Володар Кубка Бельгії (1):

«Стандард»: 2017-18
- Володар Суперкубка Нідерландів (1):

«Аякс»: 2019